# Ваљавица у Бистрици
Ваљавица у Бистрици (општина Петровац на Млави) припадала је породици Томашевић и служила је за обраду, ваљање сукна. 
Подигнута је крајем 19. века и има статус споменика културе.
У атару села Бистрица, мало изван самог насеља, у крају званом Љештар је саграђена ваљавица као полубрвнара, правоугаоне основе, димензија 7,70 х 4,30 м. Делимично је зидана ломљеним каменом и речним облуцима и малтерисана блатним малтером, а делимично је од дрвених талпи. Кров је на две воде. Кровни покривач је ћерамида над зиданим делом, а над другим делом је бибер цреп.
За разлику од других воденица и ваљавица у Бистрици које се налазе у самом насељу и имају једну просторију, ова ваљавица има две просторије. У једној се становало у време рада на обради сукна, а у другој се налазе ступе за обраду материјала. Овај други део је од дрвених талпи. У њему се налази казан за грејање воде, сандук, ступе и маљеви. Маљеви су системом полуга повезани са спољашњим великим дрвеним точком. Доток воде из јаза у коме је вода била на висини од око 3 м у односу на точак, регулисан је изнутра једном полугом на чијем се крају налази лопатица, којом се отвара и затвара вода.
Ваљавица је осамдесетих година санирана средствима Републике Србије, али је данас поново запуштена.